# IC 5063
IC 5063 је лентикуларна галаксија у сазвјежђу Индијанац која се налази на листи објеката дубоког неба у Индекс каталогу.
Деклинација објекта је - 57° 4' 10" а ректасцензија 20h 52m 2,0s. Привидна величина (магнитуда) објекта IC 5063 износи 12,0 а фотографска магнитуда 12,9. IC 5063 је још познат и под ознакама ESO 187-23, AM 2048-571, IRAS 20481-5715, PGC 65600.